# HD 147513
HD 147513 (HR 6094 / HIP 80337) es una estrella de magnitud aparente +5,38 situada en la constelación de Escorpio al este de η Lupi, sur de Antares (α Scorpii), noreste de δ Lupi y noroeste de η Scorpii y Sargas (θ Scorpii). En 2003 se anunció el descubrimiento de un planeta joviano en torno a esta estrella.
Distante 42 años luz del sistema solar, HD 147513 es una enana amarilla de tipo espectral G3V o G5V.
Semejante al Sol en muchos aspectos, tiene una temperatura superficial de ~ 5890 K.
Su radio es un 2% más grande que el radio solar y gira sobre sí misma con una velocidad de rotación proyectada inferior a 1,7 km/s.
Es algo menos luminosa que el Sol, con un 97% de la luminosidad solar.
Su contenido metálico, expresado como [Fe/H], es un 18% mayor que el del Sol; asimismo, su abundancia relativa de litio es claramente superior al de nuestra estrella (logє[Li] = 1,89), hecho que no es especialmente notable ya que el Sol parece estar empobrecido en litio respecto a otras estrellas de disco.
No existe consenso en cuanto a su edad; algunas fuentes la consideran una estrella muy joven de 650 millones de años de edad, pero otras aumentan esta cifra hasta los 1400 millones de años.
HD 147513 es miembro de la asociación estelar de la Osa Mayor, grupo de estrellas con un probable origen común que se mueven juntas a través de la galaxia.

## Sistema planetario
En 2003 se dio a conocer la existencia de un planeta gigante (HD 147513 b) en órbita alrededor de esta estrella.
Su masa es al menos igual a la masa de Júpiter.
La separación media respecto a HD 147513 es de 1,26 UA, siendo su periodo orbital de 540 días.
| Acompañante (En orden desde la estrella) | Masa (MJ) | Período orbital (días) | Semieje mayor (UA) | Excentricidad |
| ---------------------------------------- | --------- | ---------------------- | ------------------ | ------------- |
| b                                        | > 1       | 540,4 ± 4,4            | 1,26               | 0,52 ± 0,08   |

Al igual que Iota Horologii, 47 Ursae Majoris o HD 70642, es una estrella análoga solar que alberga un sistema planetario.